# Тодд, Берт Керр
Берт Керр Тодд (англ. Burt Kerr Todd; 15 мая 1924, Питтсбург, — 21 апреля 2006, Лигонье) — американский предприниматель, бизнесмен, авантюрист и международный торговец, который известен необычными успешно осуществлёнными бизнес-проектами, благодаря одному из которых изменились мировая индустрия почтовых марок и представление о них, а также создана отрасль изготовления почтовых марок в Королевстве Бутан.
|  |

## Биография
Берт Керр Тодд родился 15 мая 1924 года в Питтсбурге (штат Пенсильвания, США) в состоятельной пенсильванской семье, которая имела бизнес-интересы, связанные со сталью (владела сталелитейными заводами), стеклом и банковским сектором. Его родителями были Киркленд У. Тодд и Кэтрин Керр. Семья считается одной из богатых и влиятельных семей в Соединённых Штатах.
Тодд с детства испытывал жажду к приключениям. В семилетнем возрасте Берт Тодд вместе с товарищем сбежал из дому и отправился в Чикаго, чтобы стать гангстерами. Они сели в товарный поезд, но отец Берта поднял полицию и их сняли с поезда на ближайшей станции. Товарища отпустили сразу, а Берта продержали в участке до утра, по просьбе деда Тодда делая вид, что арестовали надолго. Дед забрал Берта утром, но эта история не отвратила его от желания приключений и путешествий.
Берт Тодд был равнодушен к учёбе, сначала учился в Школе Чоут, а затем поступил в Уильямс-колледж (лётное училище, закончив которое Берт стал «специалистом по радарам и навигации»). После года обучения, как только США вступили во Вторую мировую войну, Берт Тодд поступил в армейскую авиацию и служил там радарным инструктором на базе в США, где ранее учился сам. Службу закончил в Италии.
После окончания службы Берт Тодд решил поучиться и попутешествовать прежде, чем включиться в руководство фамильным холдингом в сталелитейной промышленности Питтсбурга. Для учёбы был выбран Оксфорд. До этого он всего год проучился в колледже, однако при поступлении возникло препятствие, которое не имело отношения к его предыдущей академической успеваемости: чиновник, который мог разрешить Берту поступить в Оксфорд, проводил свой медовый месяц в отдалённой норвежской сельской местности. Тогда Берт арендовал самолёт и полетел в Норвегию, разыскал там чиновника и получил разрешение учиться в Оксфорде. Среди его друзей, с которыми он познакомился во время учёбы в Оксфорде, были будущий лидер Фиджи, а также будущая королева Бутана Кесанг Чоден (представитель одной из правящих семей Бутана, а также первый представитель своей страны, приехавший учиться на Запад).
В 1949 году Берт Тодд закончил Оксфорд со степенью магистра права. В 1950 году он получил телеграмму от королевской семьи Бутана с приглашением посетить их. Отправился вместе с двумя сокурсниками по Оксфорду автостопом через Европу, Ближний Восток, Азию и добрался до Индии. (По другим источникам он сразу после учёбы с двумя друзьями сначала путешествовал по миру, отправившись в кругосветное путешествие, а затем уже получил приглашение в Бутан и отправился туда один.) В те времена с Бутаном не было никакого воздушного сообщения и из дорог были только пешие или вьючные тропы по предгорьям Гималаев. Берт Тодд со спутниками по этим тропам добрался от Индии до столицы Бутана в 1951 году. Тодд стал одним из немногих людей с Запада, которые побывали к этому периоду в Бутане и, как он утверждал, первым американцем, ступившим на эту землю. Страна с её традициями и народом очень понравилась Берту Тодду. Об этом путешествии он опубликовал статью в журнале «National Geographic» в декабре 1952 года. Статья называлась «Бутан — страна грозового дракона» («Bhutan, land of the thunder dragon»), отличалась большим объёмом (более 50 страниц, 27 цветных и 11 чёрно-белых фотографий) и произвела сенсацию столь подробным рассказом о малоизвестном государстве. На статью даже через 20 лет ссылался представитель Индии на заседании Совета Безопасности ООН № 1566 10 февраля 1971 года, когда рассматривалось письмо короля Бутана Джигме Дорджи Вангчука с просьбой о приёме Королевства Бутан в Организацию Объединённых Наций. В этой статье рассказывалось о природе Бутана, стране и народе. После её выхода Берт Тодд давал интервью и снимался в телепередачах.
По возвращении из Бутана Берт Тодд участвовал в бизнесе отца.
В 1954 году Берт Тодд женился на Фрэнсис Хэйс (Frances Hays), известной как Сьюзи (Susie). Новобрачные провели медовый месяц в Бутане. Сьюзи тоже очень понравился Бутан. Любовь к этой стране семья Тоддов сохранила на всю жизнь.
В течение своей жизни Берт Тодд много путешествовал, его жизнь была наполнена приключениями и бизнес-проектами.
В третий раз Тодд поехал в Бутан в 1959 году, когда по приглашению короля Бутана выехал вместе с делегацией Бутана в Индию для переговоров о предоставлении кредита. После этого был придуман проект эмиссий марок Бутана, который изменил как мировую индустрию производства почтовых марок, так и историю Бутана.
Берт Тодд умер 21 апреля 2006 года в собственном доме в боро Лигонье в штате Пенсильвания, США. Причиной смерти в возрасте 81 года стал рак лёгких.

## Деятельность
Берт Тодд являлся многогранным человеком: был замечательным рассказчиком, поддерживал связи с людьми во многих концах мира, водил самолёт, коллекционировал винтажные автомобили, охотился на леопардов и носорогов, даже однажды спасался на дереве от обезумевшего слона, прошёл сотни миль вьючными тропами по Непалу и, как сам утверждал, был первым американцем, попавшим в Бутан.
Берт Тодд был импульсивен и мог принимать решение о новой поездке внезапно. В поездки брал семью, путешествовал на маленьком семейном реактивном самолёте. В связи с разнообразием интересов, из поездок возвращался с неожиданными результатами, новыми контактами, рассказами о происшествиях, интересных деловых сделках, находил полезные возможности во всём. Он так любил самолёты, что перед своим домом установил списанный военный реактивный истребитель.
Однажды Берт Тодд попытался основать рядом с Королевством Тонга на коралловом рифе маленькое королевство, инфраструктура которого должна была финансироваться выпуском почтовых марок, однако данный план осуществить не удалось.
В другой раз Тодд пересёк океан вместе с грузом на египетском корабле, расплатившись тем, что играл в карты с капитаном.

### Предпринимательство
Берт Тодд создавал различные предпринимательские авантюры, которые часто увенчивались успехом. Берт Тодд помог Фиджи производить ром (продав на Фиджи оборудование и наладив его работу), Сингапуру помог продавать водоросли, а Брунею — бурить нефтяные скважины. В конце 1950-х годов в Индии он убедил двух махараджей, находящихся в затруднительном положении, расстаться со своими «Роллс-Ройсами», которые Берт Тодд перепродал западным коллекционерам. Среди этих автомобилей был и кабриолет Rolls-Royce Phantom III с откидным серебряным креслом для лакея.
Берт Тодд продал Музею естественной истории Карнеги волос, доказав, что он вырвал его у гималайского йети.
В течение десятилетий Берт Керр Тодд консультировал глав небольших азиатских и тихоокеанских государств по вопросам привлечения американских инвестиций. В разное время среди его друзей были султан Брунея, король Бутана и премьер-министр Маврикия.
В 1965 году Берт Керр Тодд основал импортирующий и производственный концерн «Керр-Хейс Компани» («Kerr-Hays Company»), которым, в основном управляла его жена. (В апреле 2006 года компания базировалась в боро Лигонье в штате Пенсильвания, а Берт Тодд был её президентом.)

### Издание марок Бутана
Наибольшую известность Берту Тодду принёс проект по выпуску почтовых марок Бутана. Своим зарождением программа издания марок Бутана обязана Берту Тодду.
Берт Тодд не раз посещал Бутан как гость королевской семьи. Учитывая влиятельность семьи Тодда в промышленности США, король Бутана предложил ему стать почётным финансовым советником правительства Бутана для помощи стране в создании экономического благосостояния. Берт Тодд согласился. К тому времени Берт Тодд уже был влюблён в Бутан и хотел помочь этой стране решить проблемы в области здравоохранения, социальных услуг и транспорта.
Берт Тодд консультировал правительство Бутана во время подготовки документов для получения кредита Всемирного банка в размере 10 млн долларов для строительства транспортной инфраструктуры (дороги и аэропорты) и медицинских учреждений. Берт Тодд также был в числе маленькой группы, которая представила материалы Всемирному банку. Банк ответил отказом. Причиной были напряжённые отношения Бутана с Индией, и Всемирный банк решил не принимать ни одну из сторон. Возвращаясь со встречи, в лифте Берт Тодд разговорился с правительственным чиновником США, который присутствовал на встрече в качестве наблюдателя. Тот успокоил Тодда и рассказал, что у маленьких стран есть другие способы пополнять бюджет. Например, Сан-Марино и Монако используют для этого эмиссии почтовых марок.
Берт Тодд, ранее никогда не имевший дела с рынком почтовых марок, но всегда открытый новым идеям, ухватился за наводку, собрал информацию и выяснил, что филателистический рынок действительно существует, и его можно использовать для таких целей.
До этого Бутаном марки практически не выпускались. Редкие международные почтовые отправления отправлялись в Индию, где к ним прикрепляли индийские почтовые марки, а затем почта продолжала свой путь дальше.
Тодд предложил эмитировать почтовые марки как источник для притока денег. В правительстве Бутана не считали идею с марками полезной для существенного увеличения дохода, однако из-за пограничных противоречий с Индией сочли, что эмиссия марок может стать одним из путей заявления Бутаном о своей независимости от Индии. Бутанцы попросили Тодда заняться изготовлением и распространением марок на международных рынках. Первоначально Берт Тодд ничего не знал ни о проектировании, ни об изготовлении, ни тем более о дистрибуции на мировом рынке почтовых марок.
Тодд основал Bhutan Stamp Agency, Ltd. (Бутанское марочное агентство) в Нассау на Багамах по причине того, что его родители переехали в эту местность по медицинским показаниям и, возможно, потому что в этой местности благоприятная экономическая ситуация. В октябре 1962 года Бутаном были выпущены первые регулярные почтовые марки.
Первоначально филателисты проигнорировали новые марки из-за того, что ничего не знали о них. Это происходило, потому что Берт Тодд не разбирался в механизмах функционирования филателистического рынка и в каналах продвижения на нём. Продвижение нескольких последующих выпусков марок шло неоднозначно, и получение соответствующего дохода было под вопросом. Тодд продолжал поиски, советовался, и постепенно среди коллекционеров распространилась информация о том, что Бутан как страна существует и издает марки, которые филателисты начали приобретать.
По прошествии трёх лет Берт Тодд констатировал, что марки Бутана признали филателисты, но революции на рынке не произошло и марки не принесли того дохода, на который были первоначально рассчитаны.
Тодд никогда легко не сдавался, поэтому он начал искать решение вокруг разрабатываемой бизнес-идеи и постепенно пришёл к пониманию, что для осуществления задуманного нужно, чтобы почтовые марки были настолько примечательными и сами за себя говорили, чтобы узнавались сразу как марки «той особенной маленькой страны в Гималаях». Для этого Тодду необходимо было отказаться от устоявшихся представлений о дизайне и печати почтовых марок.
Чтобы привлечь к бутанским маркам внимание, Тодд сделал упор на выпуски необычного дизайна, например, с использованием стереоскопического (объёмного, трёхмерного) эффекта, достигаемого с помощью лентикулярной технологии и разнообразной тематики.
Необычные марки стали выходить начиная с 1966 года. Одни из первых в мире «объёмные» самоклеящиеся марки-картинки Бутана появились в 1967 году. Эти трёхмерные марки разрабатывались четыре года в Японии и имели небывалый успех среди коллекционеров мира.
Для продвижения почтовых марок Бутана на филателистическом рынке Берт Тодд использовал и классические маркетинговые ходы, такие как поощрительные выдачи марок в американских супермаркетах покупателям продуктов питания за накопления определённой суммы покупок.
Почта Бутана выпустила много уникальных почтовых марок с применением необычных материалов и технологий, многие из которых стали первыми в мире в своём роде, включая:
- одни из первых стереоскопических (3D) марок[1][11][12],
- первые марки с запахом[5],
- первые марки, сделанные методом факсимиле с подобием строения поверхности холста и масляной краски[5][8][13],
- первые марки-барельефы[1][10],
- первые марки на стальной фольге[2][5][8][13] и шёлке[1][2][5],
- первые марки, штампованные на экструдированном пластике[англ.][5],
- первые марки-грампластинки (на одной марке был записан гимн Бутана на языке дзонг-кэ, на другой Берт Тодд на английском языке рассказывает краткую историю Бутана, на остальных звучит народная музыка)[2][5][14].

К 1973 году марки составляли самую большую статью доходов Бутана (2⁄3 дохода от внешней торговли).
После смерти Джигме Дорджи Вангчука в 1972 году на бутанский королевский трон взошёл его сын, Джигме Сингье Вангчук. В 1974 году он расторг контракт с фирмой Тодда и заключил договор на издание марок с другой американской компанией — Межправительственной филателистической корпорацией. Это было сделано в связи с тем, что страну открыли для туристов, а высокие цены на марки, предназначенные только для приобретения марок коллекционерами, стали помехой дальнейшему развитию страны. Предлогом для расторжения договора стало обвинение Тодду в том, что он оставляет себе слишком большой процент от продаж.
Задуманные Тоддом, но проигнорированные вначале многими коллекционерами, некоторые ранние марки Бутана стали впоследствии культовыми объектами среди филателистов, а необычные носители и материалы позже были скопированы почтовыми ведомствами других стран для собственных выпусков. Так, в Канаде выходили марки с объёмными (трёхмерными) изображениями, а в Швейцарии — марки, сделанные из дерева. В последующие годы марки Бутана приняли более привычный вид и лишь иногда печатались в необычном формате. Как бы то ни было, почтовые блоки и необычайно разнообразная тематика остаются главными особенностями программы выпуска почтовых марок Бутана.

## Семья
- Родители:
  - Киркленд У. Тодд (Kirkland W. Todd)[2].
  - Кэтрин Керр (Kathryn Kerr — в девичестве)[2].
- Жена: Фрэнсис Хэйс, проживала в боро Лигонье в штате Пенсильвания (США)[2].
- Дочери:
  - Лаура Тодд Видинг (Laura Todd Widing), проживала в боро Лигонье в штате Пенсильвания (США)[2].
  - Фрэнсис Тодд Стюарт (Frances Todd Stewart), проживала в Питтсбурге (штат Пенсильвания)[2], имела бизнес по производству игрушек для домашних животных и детей (Creative Products International)[5].
- Брат: Киркланд У. Тодд-младший (Kirkland W. Todd Jr.), проживал в Нэшвилле[2].
- Пятеро внуков[2].

## Память
- В 2008 году компания «Creative Products International», владелицей которой является дочь Берта Тодда (Фрэнсис Тодд Стюарт), выпустила в партнёрстве с Bhutan Postal Corporation Ltd. почтовые марки-CD-ROM, об издании которых мечтал Берт Тодд в последние годы своей жизни. На марках никак не обозначена связь с Тоддом, но о ней знают как продавцы, так и покупатели[3][5][15][16].